# Herrschaft Baruth (Oberlausitz)

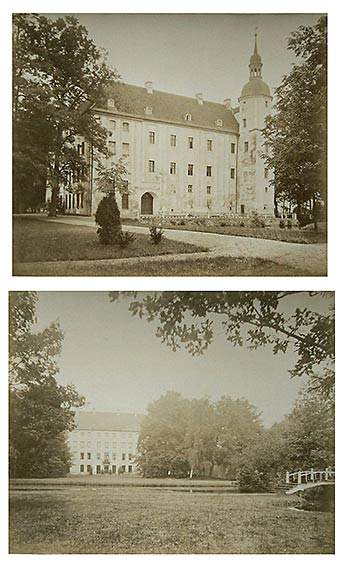
Schloss Baruth um 1870

Die Herrschaft Baruth in der Oberlausitz bestand schon im 11. Jahrhundert. Sitz war Baruth bei Bautzen.

## Geschichte

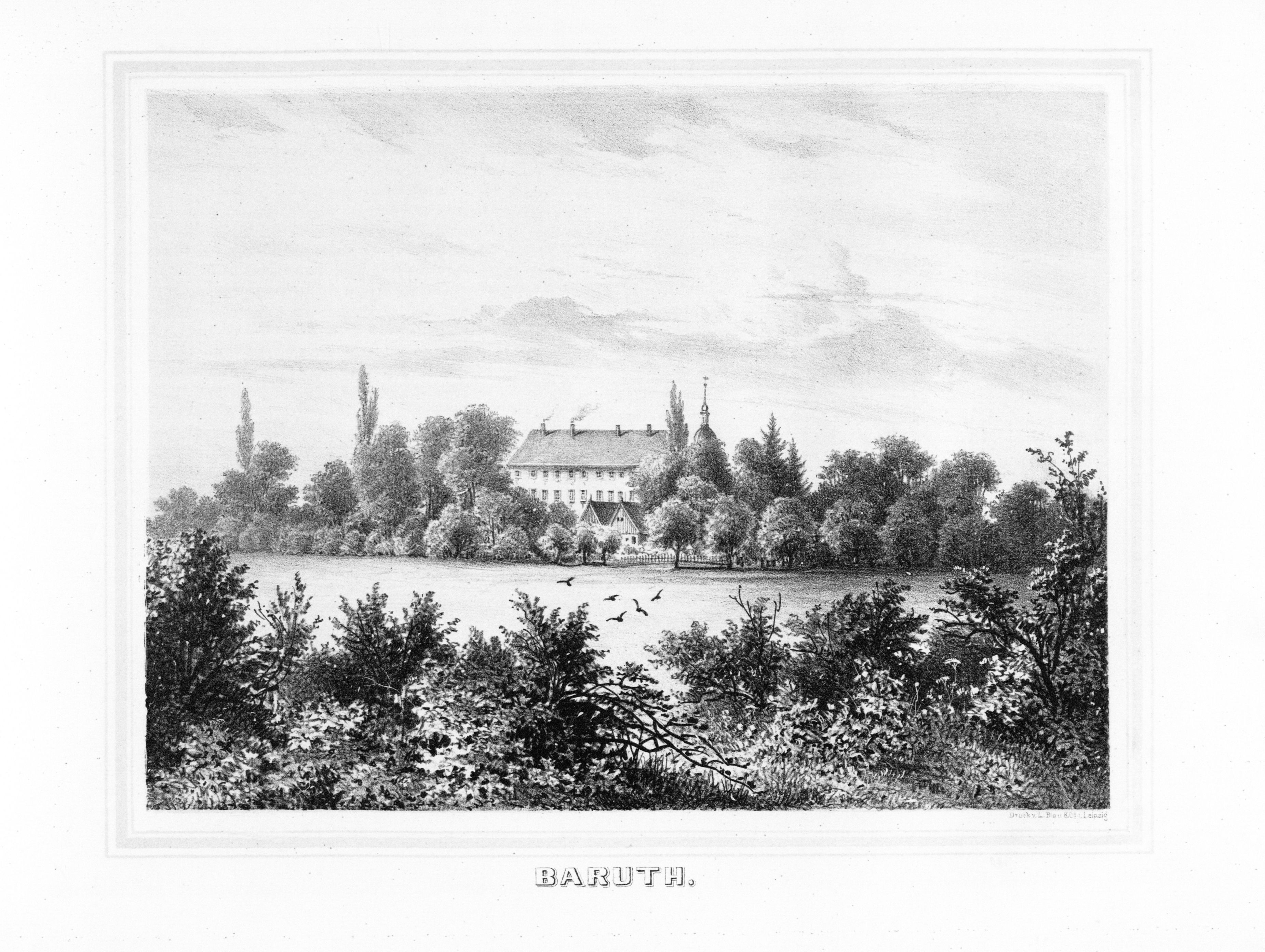
Schloss Baruth im 19. Jh.

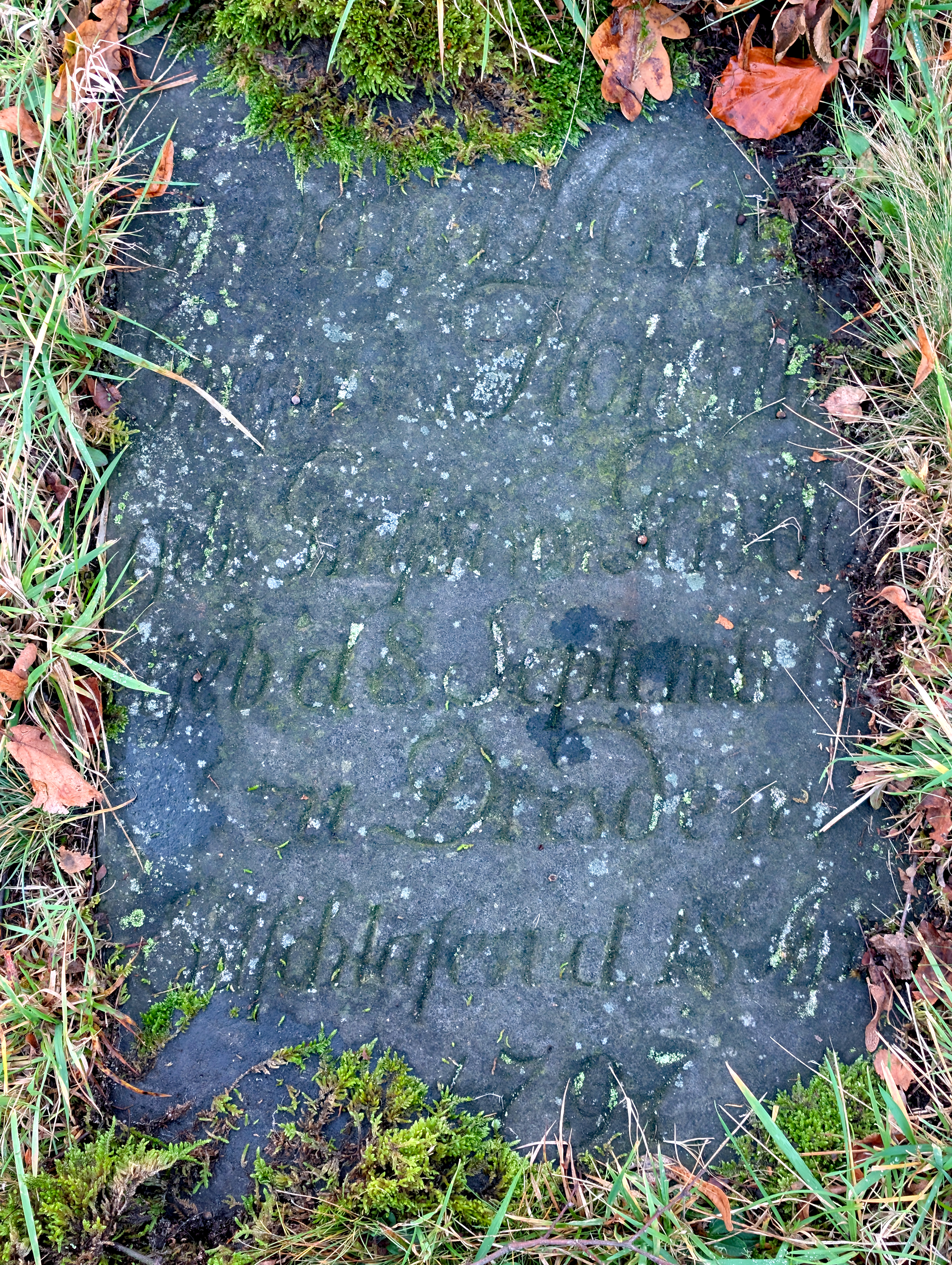
Grabstein auf dem Gottesacker Kleinwelka: Friederike Henriette von Hohenthal geb. d. 8. September 1740 zu Dresden, entschlafen d. 18. April 1797

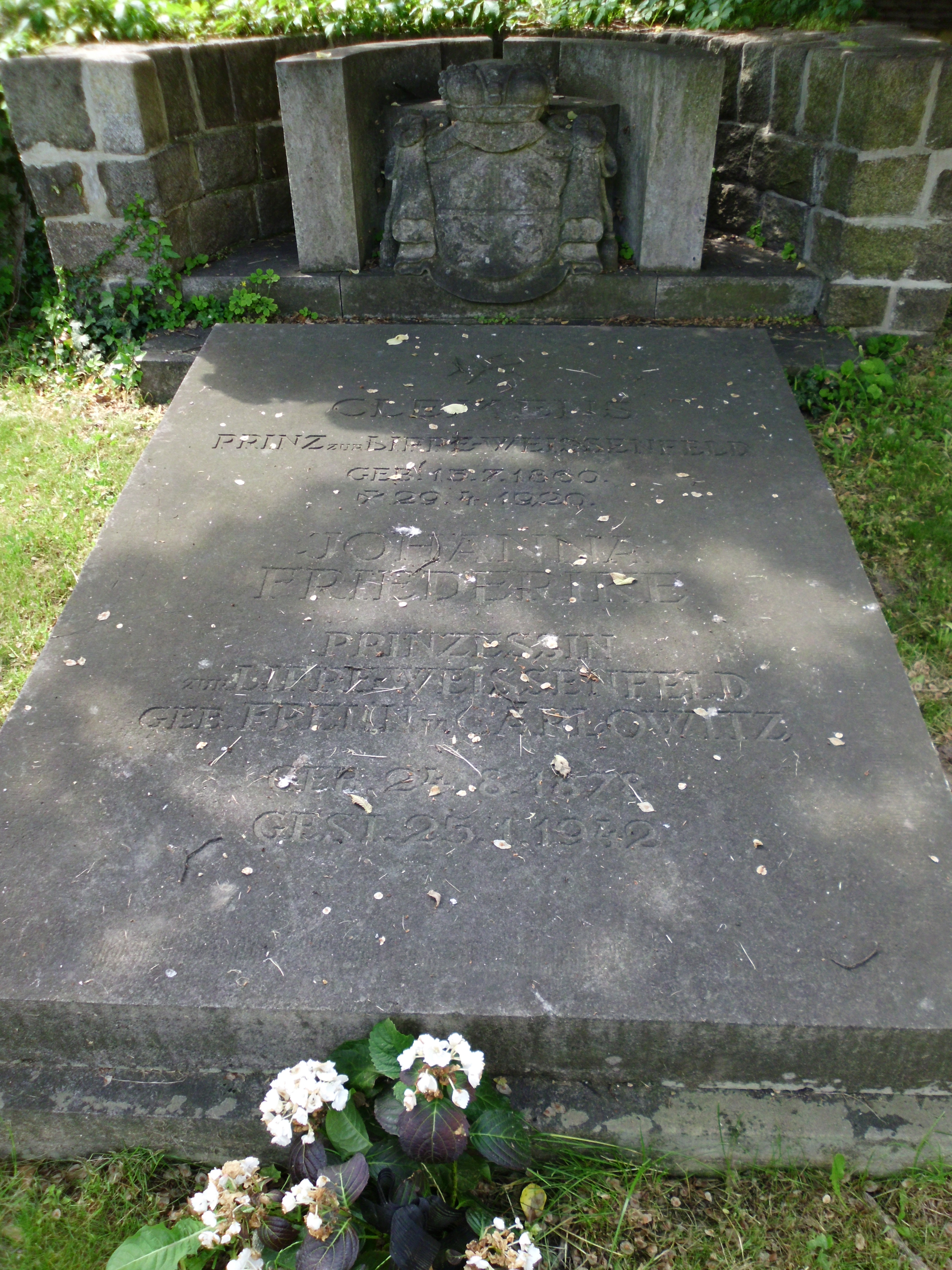
Grab von Clemens Prinz zur Lippe-Weißenfeld auf dem Kirchhof von Baruth

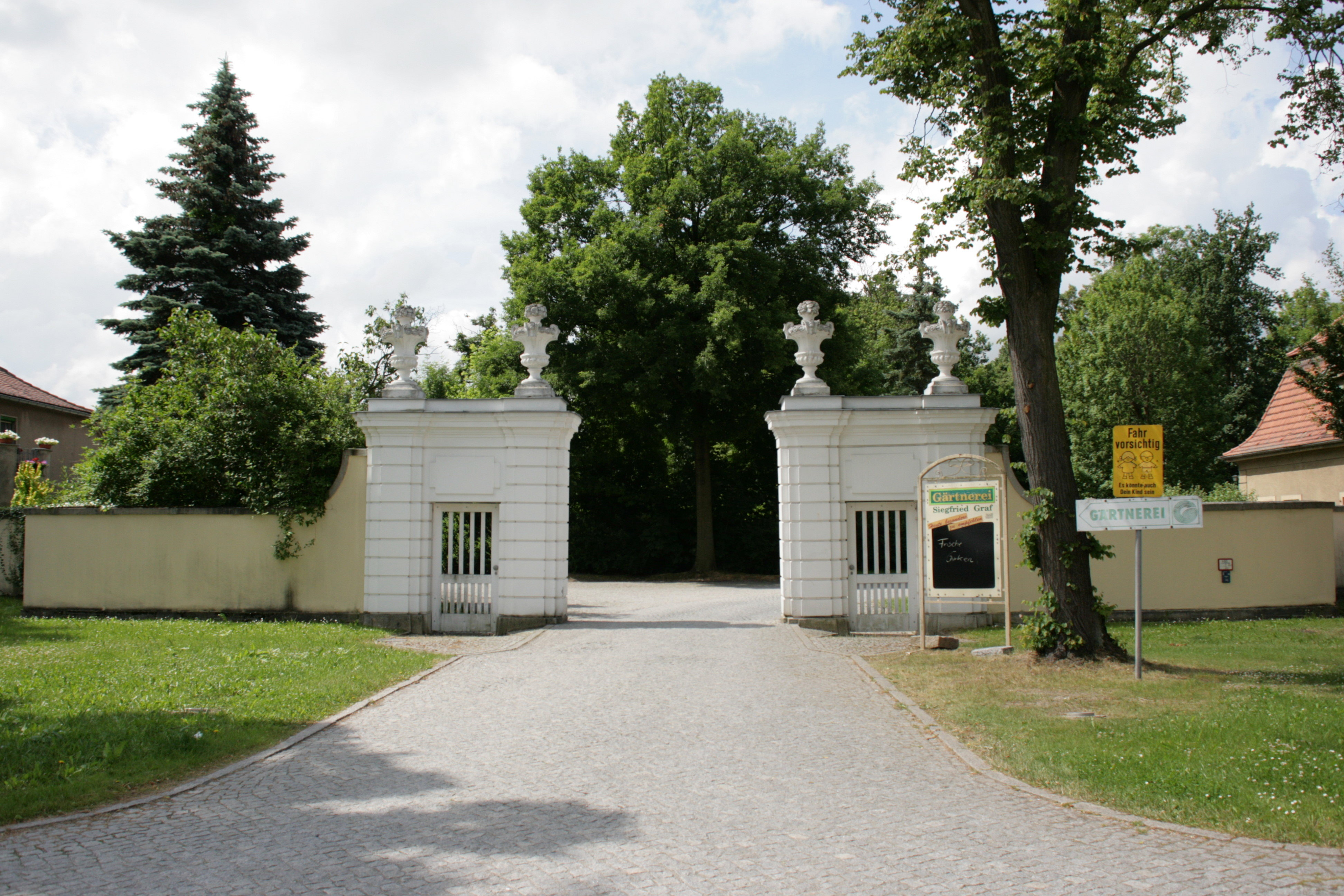
Eingangsportal zum Schlossgarten (Zustand 2010)

Seit 1406 war die Herrschaft in Besitz der Familie von Gersdorff. Der letzte männliche Nachfolger der Gersdorffs in Baruth war Adolph Nikolaus, sächsischer Gesandter am Spanischen Hof. Am 6. Januar 1787 duellierte er sich mit dem sächsischen Major Carl Ludwig Graf von Baudissin an der sächsisch-brandenburgischen Grenze zwischen Baruth/Mark und Mittenwalde, zunächst mit Pistolen ohne jede Verletzung und anschließend mit Degen. Er starb nach dem Duell auf dem Rückweg nach Mittenwalde an einem Schlaganfall, wie eine anschließende Obduktion ergab.
Erbin wurde seine Halbschwester Friederike Henriette von Hohenthal, die nach dem Tod des Ehemanns mit ihrer Tochter Henriette Sophie in die Kolonie Kleinwelka der Herrnhuter Brüdergemeine zog, wo beide auch verstarben. Ihre Grabsteine finden sich noch heute auf dem dortigen Gottesacker. Friederike Henriettes Todesursache war nach einer Todesanzeige in den Budissinischen wöchentlichen Nachrichten Blutsturz und Steckfluss (eine frühere Bezeichnung eines schweren Asthma bronchiale oder eines Lungenödems). Der zum Tod führende hohe Blutverlust könnte durch eine Blutung aus einer tuberkulösen Kaverne oder aus einem Magen- oder Zwölffingerdarmgeschwür erklärt werden. Zu der Spekulation im ersten Band des Buches 275 Jahre Lippe-Weißenfeld über einen Suizid gibt es weder Hinweise noch Belege.
Nach 1908 kam die Herrschaft an die Grafen zur Lippe-Weißenfeld. Ferdinand Prinz zur Lippe-Weißenfeld, der letzte Herr auf Baruth mit Rackel und Buchwalde, beauftragte 1929 den Bau eines Basaltwerkes. Die Produktion begann schon 1930. Im Jahr 1932 pachtete die Straßenbaufirma Kusiche & Töpfer aus Guben das Brecherwerk, das noch bis Dezember 1993 in Betrieb war und heute (Stand 2014) als technisches Denkmal bewahrt wird. Der Basaltabbau am nahe gelegenen Schafberg lief noch bis ins Jahr 2000.
Das Schloss wurde 1949/50 auf Beschluss des Kreises Bautzen abgebrochen und 1950 errichtete man in unmittelbarer Nähe eine Schule. Heute erinnern nur noch das Eingangsportal zum Schlossgarten und der Rest eines Turmes an das Anwesen.

## Besitzer
- 1216–1234 Hildebrand von Baruth
- 1234–1280 Heinrich von Baruth
- 1319–1351 Bernhard, Seifried und Heinrich von Baruth (die Gebrüder von Baruth verkaufen das Gut)
- 1351–1388 Heinrich von Kittlitz auf Kittlitz († 1388)
- 1388–1406 Johannes von Kittlitz († 1406) Otto von Kittlitz und (Söhne)
- ab 1406 Nickel Bock von Gersdorff
- Christoph von Gersdorff († 1433)
- Gotsche (Gerhard) von Gersdorff (1489 Wasserburg Baruth bei Großbrand zerstört)
- Christoph von Gersdorff
- Caspar und Melchior von Gersdorff (Söhne)
- Christoph von Gersdorff auf Baruth und Ottenhain (Baruth und See)
- 1589–1593 Rudolph von Gersdorff (ältester Sohn)
- 1593–1610 Christoph Volkmar von Gersdorff († 1610) auf Baruth, Drehsa, See und Ottenhain (jüngster Bruder)
- 1659–1665 Caspar Rudolf von Gersdorff († 1672) (Baruth verkauft an Linie Malschwitz)
- 1665–1702 Nikol von Gersdorff (1629–1702) auf Baruth, Hennersdorf, Berthelsdorf, Kemnitz, Bretnig, Kreckwitz, Rackel, Hauswalde und Buchwalde, verheiratet mit Henriette Catharina von Gersdorff
- 1702–1751 Gottlob Friedrich Graf von Gersdorff († 1751) auf Baruth, Kemnitz, Buchwalde und Rackel (2. Sohn, seit 1745 Reichsgraf)
- 1751–1765 Nikolaus Willibald Graf von Gersdorff (1713–1765)
- 1766 Friedrich Alexander (ältester Sohn; resigniert)
- 1766–1787 Adolph Nikolaus (1753–1787)
- 1787–1797 Friederike Henriette Gräfin von Hohenthal geborene Gräfin von Gersdorff (Halbschwester)
- 1802–1808 Henriette Sophie Gräfin von Hohenthal († 1808) (Tochter)
- 1808–1846 Ferdinand Graf zur Lippe-Weißenfeld (1772–1846) auf Baruth, Buchwalde und Rackel
- 1846–1882 Gustav(f) Graf zur Lippe-Weißenfeld (1805–1882)[8]
- 1882–1900 Ferdinand Graf zur Lippe-Weißenfeld (1844–1900) auf Teichnitz und Baruth, Bevollmächtigter von Nieder-Linda (Fräuleinstift Joachimstein zu Sachsen)[9]
- 1900–1915 Georg Graf zur Lippe-Weißenfeld (1850–1915) (Bruder)
- 1915–1920 Clemens Prinz zur Lippe-Weißenfeld (1860–1920) (Vetter) (1916 hat die Familie den Prinzentitel erhalten)
- 1920–1939 (Karl Franz) Ferdinand Prinz zur Lippe-Weißenfeld (1903–1939) (Sohn) auf Baruth, Buchwalde, Rackel, Dauban und Sornitz bei Meißen;
- 1939–1945 Dorothea (Pauline) geborene Prinzessin von Schönburg-Waldenburg (1905–2000) (Witwe)